# شقار تومسوني
الشقّار التومسوني نوع نباتي ينتمي إلى جنس الشقّار من الفصيلة الحوذانية.

## البيئة والانتشار
موطنه شرق أفريقيا.

## الوصف النباتي
نبات عشبي معمر ينتشر بالجذامير. الزهرة بنفسجية. الثمرة فقيرة. يحتوي كأغلب أنواع الشقار على مواد مهيجة.